# Zinaïda Iermólieva
Zinaïda Vissariónovna Iermólieva, rus: Зинаи́да Виссарио́новна Ермо́льева (27 d'octubre [C.J. 15 d'octubre] de 1898 o 24 d'octubre [C.J. 12 d'octubre] de 1898 — 2 de desembre de 1974) fou una microbiòloga i epidemiòloga soviètica, membre complet de l'Acadèmia de Ciències Mèdiques de l'URSS, creadora d'antibiòtics a l'URSS. Guanyadora del Premi Stalin de primer grau.

## Biografia

### Primers anys
Iermólieva va néixer a la granja Frólovo (actualment ciutat de Frólovo, óblast de Volgograd), llavors a la província de l'Exèrcit del Don de l'Imperi Rus. El pare de Zinaïda, Vissarion Vassílievitx Iermóliev, era un ric militar cosac. La seva esposa, Aleksandra Gavrílovna, va viure posteriorment amb la seva filla fins a la seva mort a l'edat de 92 anys. La mare la portava, amb la seva germana Ielena (tres anys més gran que Zinaïda) a Novotxerkassk per estudiar al gymnasium.
El 1915, Zinaida es va graduar amb una medalla d'or al gymnasium Marïinski de Novotxerkassk i va ingressar a la facultat de medicina de la Universitat de Don (actual Universitat Federal del Sud. Des del segon any va estudiar microbiologia, va assistir a classes dels professors Vladímir Barikin i Pàvel Zdrodovski. Sota el lideratge de Barikin, que estudiava molt el còlera i els vibrions semblants al còlera, va començar a estudiar la bioquímica dels microbis, però en els anys posteriors va insistir a traslladar-se a Moscou. Es va graduar a la universitat el 1921.
Va estudiar el còlera. Per primera vegada a la història, Z. V. Iermólieva va aïllar un vibrió lluminós semblant al còlera dels intestins d'un pacient amb diarrea, que va entrar en la nomenclatura dels bacteris com a V. Phosphorescens S.

### L'aparició de la penicil·lina soviètica
Inicialment, el 1925, Iermólieva va ser nomenada cap del departament de bioquímica microbiana de l'Acadèmia de Ciències de l'URSS. Allà, va iniciar les seves investigacions sobre bacteriòfags i agents antimicrobians naturals, en particular el lisozim.
Fleming ja havia descobert la penicil·lina el 1928, però mai no va aconseguir que el seu descobriment fos massivament accessible, ja que la soca era extremadament inestable. A aquesta tasca es va dedicar Iermólieva. Durant la Gran Guerra Patriòtica, va aïllar una soca productora de penicil·lina, el Penicillium crustosum.
El 1942, Zinaïda Iermólieva va publicar els resultats d'un experiment que va realitzar sobre ella mateixa, on s'havia infectat bevent una solució de Vibrio cholerae i s'havia recuperat.Aquell mateix any es va començar a utilitzar la benzilpenicil·lina a l'URSS. Els resultats del seu estudi es consideren fonamentals per a la introducció de mesures preventives contra el còlera a les operacions militars de Rússia al Front Oriental.
El mateix any, quan Stalingrad es va convertir en un punt de primera línia per a persones evacuades, va ser enviada a la ciutat per prevenir la malaltia de la població amb còlera, on es va endegar la producció de bacteriòfags de còlera, que era administrada diàriament a 50.000 persones. Z. V. Iermólieva va passar sis mesos a l'assetjada Stalingrad.
Al cap d'uns mesos, l'investigador de la penicil·lina i professor a la Universitat d'Oxford, Howard Florey, va arribar a l'URSS. Florey portava les seves pròpies mostres a Moscou per a la seva comparació. L'anàlisi va demostrar que la penicil·lina de Iermólieva actuava de manera molt més eficient. Malgrat això, el 1945, el Comitè Nobel va concedir el Premi de Fisiologia o Medicina a Howard Florey per la seva recerca sobre la penicil·lina.

### Vida posterior
El 1947, Iermólieva es va convertir en directora del recentment constituït Institut d'Antibiòtics del Ministeri de Salut Pública de l'URSS Des de 1952 fins a la seva mort, va dirigir el Departament de Microbiologia de l'Institut Mèdic Central de Postgrau de Moscou (actual Acadèmia Mèdica Russa d'Educació de Postgrau).
Iermólieva es va casar amb el microbiòleg Lev Zílber, el germà del qual, el novel·lista Veniamín Kaverin va utilitzar la carrera de Iermòlieva i el seu marit com a base per a un relat fictici en la seva trilogia Llibre obert, rus: Открытая книга (1949-56) La representació "viva i realista" de Tatiana, el personatge basat en Iermólieva, va popularitzar la microbiologia com a possible carrera entre les nenes de la Unió Soviètica.
Sota la seva direcció, es van preparar i defensar unes 180 dissertacions, entre les quals 34 de doctorals.
Va morir el 2 de desembre de 1974. Fou enterrada a Moscou, al cementiri de Kuzminski.

## Obres
- Còlera, rus: Холера
- Penicil·lina, rus: Пенициллин
- Estreptomicina, rus: Стрептомицин
- Antibiòtics, polisacàrids bacterians i interferó, rus: Антибиотики, бактериальные полисахариды и интерферон

És autora de més de 500 treballs científics i 6 monografies. Va ser fundadora i redactora en cap de la revista soviètica Antibiotiki, rus: Антибиотики ("Antibiòtics").

## Tribut
El 24 d'octubre del 2018, Iermólieva fou recordada amb un Google Doodle pels seus èxits.

## Honors i reconeixements
- Premi Stalin del primer grau (1943), pel desenvolupament d'un nou mètode per al diagnòstic ràpid i la fagoprofilaxi d'una malaltia infecciosa.[18]
- Científic honrat de la RSFSR
- Dues Ordes de Lenin
- Orde de la Bandera Roja del Treball
- Orde de la Insígnia d'Honor
- Medalla per la Tasca Meritòria durant la Gran Guerra Patriòtica de 1941-1945